# Никоненко, Яков Тихонович
Яков Тихонович Никоненко (12 марта 1911, Лубянка — 7 января 1973, Лубянка) — подполковник Советской армии, участник Великой Отечественной войны, Герой Советского Союза (1943).

## Биография
Родился 12 марта 1911 года в селе Лубянка (ныне — Синельниковский район Днепропетровской области Украины). После окончания неполной средней школы работал в райсовете Осоавиахима. В 1933—1937 годах проходил службу в Рабоче-крестьянской Красной армии. В 1939 году Никоненко повторно был призван в армию. В 1941 году он окончил курсы «Выстрел». С начала Великой Отечественной войны — на её фронтах.
К сентябрю 1943 года майор Яков Никоненко командовал 702-м стрелковым полком 213-й стрелковой дивизии 7-й гвардейской армии Степного фронта. Отличился во время битвы за Днепр. В ночь с 26 на 27 сентября 1943 года полк Никоненко переправился через Днепр в районе села Переволочна (ныне — Светлогорское Кобелякского района Полтавской области Украины) и захватил плацдарм на его западном берегу, после чего успешно удержал его и расширил.
Указом Президиума Верховного Совета СССР от 26 октября 1943 года за «умелое командование стрелковым полком, образцовое выполнение боевых заданий командования на фронте борьбы с немецкими захватчиками и проявленные при этом мужество и героизм» майор Яков Никоненко был удостоен высокого звания Героя Советского Союза с вручением ордена Ленина и медали «Золотая Звезда» за номером 1212.
В октябре 1943 года Никоненко получил тяжёлое ранение, после чего на фронт уже не вернулся. В 1944 году ускоренным курсом он окончил Военную академию имени М. В. Фрунзе. После окончания войны продолжал службу в Советской армии. В 1957 году в звании подполковника Никоненко был уволен в запас. Проживал на родине, работал директором молокозавода. Умер 7 января 1973 года.
Был также награждён двумя орденами Красного Знамени и орденом Красной Звезды, рядом медалей.